# Camden, Alabama
Camden är administrativ huvudort i Wilcox County i Alabama. Countyts huvudort flyttades år 1833 från Canton Bend till Barboursville. Ortnamnet Barboursville byttes sedan till Camden efter Camden i South Carolina.

## Kända personer från Camden
- Kay Ivey, politiker